# ماکوتو ایکدا
ماکوتو ایکدا (انگلیسی: Makoto Ikeda؛ زادهٔ ۸ ژوئیهٔ ۱۹۷۷) بازیکن فوتبال اهل ژاپن است.
از باشگاه‌هایی که در آن بازی کرده‌است می‌توان به باشگاه فوتبال آلبیرکس نیگاتا اشاره کرد.